# Purpose (album của Justin Bieber)
Purpose là album phòng thu thứ tư của nam ca sĩ người Canada Justin Bieber, được phát hành ngày 13 tháng 11 năm 2015, bởi Def Jam Recordings. Album đã phát hành hai đĩa đơn là "What Do You Mean?" ngày 28 tháng 8 năm 2015 và "Sorry" ngày 21 tháng 10 năm 2015. Purpose là album phòng thu đầu tiên của Bieber kể từ album Believe (2012).

## Các đĩa đơn
Vào 29 tháng 7 năm 2015, Bieber thông báo rằng đĩa đơn đầu tiên từ album sắp tới của anh, "What Do You Mean?" sẽ được phát hành vào ngày 28 tháng 8 năm 2015. Sau khi phát hành, bài hát trở thành đĩa đơn đầu tiên của Bieber đạt vị trí số 1 trên Billboard Hot 100 tại Hoa Kỳ, thay thế "Can't Feel My Face" của The Weeknd trong 1 tuần.
"Sorry" được phát hành dưới dạng đĩa đơn thứ hai từ album vào 16 tháng 10 năm 2015.

## Danh sách bài hát
| Purpose – Phiên bản tiêu chuẩn | Purpose – Phiên bản tiêu chuẩn            | Purpose – Phiên bản tiêu chuẩn                                                           | Purpose – Phiên bản tiêu chuẩn                       | Purpose – Phiên bản tiêu chuẩn |
| STT                            | Nhan đề                                   | Sáng tác                                                                                 | Sản xuất                                             | Thời lượng                     |
| ------------------------------ | ----------------------------------------- | ---------------------------------------------------------------------------------------- | ---------------------------------------------------- | ------------------------------ |
| 1.                             | "Mark My Words"                           | Justin Bieber Jason "Poo Bear" Boyd Michael Tucker                                       | Blood                                                | 2:14                           |
| 2.                             | "I'll Show You"                           | Bieber Tucker Josh Gudwin Sonny Moore Theron Feemster                                    | Skrillex Blood                                       | 3:19                           |
| 3.                             | "What Do You Mean?"                       | Bieber Boyd Mason "MdL" Levy                                                             | MdL Bieber                                           | 3:25                           |
| 4.                             | "Sorry"                                   | Bieber Tucker Moore Julia Michaels Justin Tranter                                        | Skrillex Blood                                       | 3:20                           |
| 5.                             | "Love Yourself"                           | Bieber Ed Sheeran Benjamin Levin                                                         | Benny Blanco                                         | 3:53                           |
| 6.                             | "Company"                                 | Bieber Boyd James Abrahart Andreas Schuller Thomas Troelsen James Wong Leroy Clampitt    | Axident Gladius Big Taste                            | 3:28                           |
| 7.                             | "No Pressure" (hợp tác với Big Sean)      | Bieber Boyd Robin Weisse Sean Anderson Dominic "DJ Mecca" Jordan Jimmy "Jimmy G" Giannos | The Audibles Poo Bear                                | 4:46                           |
| 8.                             | "No Sense" (hợp tác với Travis Scott)     | Bieber Scott "CkD" Cooper Kenneth Coby Jacques Webster Mike Dean                         | Soundz                                               | 4:35                           |
| 9.                             | "The Feeling" (hợp tác với Halsey)        | Bieber Michaels Moore Clarence Coffee, Jr. Sarah Hudson Ian Kirkpatrick                  | Skrillex Kirkpatrick                                 | 4:04                           |
| 10.                            | "Life Is Worth Living"                    | Bieber Boyd Mark "The Mogul" Jackson                                                     | The Mogul                                            | 3:54                           |
| 11.                            | "Where Are Ü Now" (với Skrillex và Diplo) | Bieber Boyd Moore Thomas Wesley Pentz Karl Rubin Brutus Jordan Ware                      | Skrillex Diplo                                       | 4:02                           |
| 12.                            | "Children"                                | Bieber Boyd Moore Brandon Green Nico Stadi                                               | Skrillex Blood Maejor Stadi                          | 3:43                           |
| 13.                            | "Purpose"                                 | Bieber Boyd Stephen Philibin Eben Wares Jeremy Snyder Scooter Braun                      | Poo Bear Steve James Jeremy Snyder Cali The Producer | 3:30                           |
| Tổng thời lượng:               | Tổng thời lượng:                          | Tổng thời lượng:                                                                         | Tổng thời lượng:                                     | 48:13                          |

| Purpose - Tặng kèm trên bản đặt mua trước trên iTunes | Purpose - Tặng kèm trên bản đặt mua trước trên iTunes    | Purpose - Tặng kèm trên bản đặt mua trước trên iTunes | Purpose - Tặng kèm trên bản đặt mua trước trên iTunes | Purpose - Tặng kèm trên bản đặt mua trước trên iTunes |
| STT                                                   | Nhan đề                                                  | Sáng tác                                              | Sản xuất                                              | Thời lượng                                            |
| ----------------------------------------------------- | -------------------------------------------------------- | ----------------------------------------------------- | ----------------------------------------------------- | ----------------------------------------------------- |
| 14.                                                   | "What Do You Mean?" (phối lại hợp tác với Ariana Grande) | Bieber Boyd Levy                                      | MdL Bieber                                            | 3:24                                                  |
| Tổng thời lượng:                                      | Tổng thời lượng:                                         | Tổng thời lượng:                                      | Tổng thời lượng:                                      | 51:37                                                 |

| Purpose – Spotify | Purpose – Spotify              | Purpose – Spotify | Purpose – Spotify | Purpose – Spotify |
| STT               | Nhan đề                        | Sáng tác          | Sản xuất          | Thời lượng        |
| ----------------- | ------------------------------ | ----------------- | ----------------- | ----------------- |
| 14.               | "What Do You Mean?" (Acoustic) | Bieber Boyd Levy  | MdL Bieber        | 3:24              |
| Tổng thời lượng:  | Tổng thời lượng:               | Tổng thời lượng:  | Tổng thời lượng:  | 51:37             |

| Purpose – Phiên bản cao cấp | Purpose – Phiên bản cao cấp | Purpose – Phiên bản cao cấp                                                     | Purpose – Phiên bản cao cấp | Purpose – Phiên bản cao cấp |
| STT                         | Nhan đề                     | Sáng tác                                                                        | Sản xuất                    | Thời lượng                  |
| --------------------------- | --------------------------- | ------------------------------------------------------------------------------- | --------------------------- | --------------------------- |
| 14.                         | "Been You"                  | Bieber Boyd Green Josh Abraham Oliver Goldstein Saul Alexander Castillo Vasquez | Josh Abraham Oligee         | 3:19                        |
| 15.                         | "Get Used to It"            | Bieber Boyd Green Abraham Gudwin Castillo Vasquez Ely Weisfield                 | Abraham                     | 3:58                        |
| 16.                         | "We Are" (hợp tác với Nas)  | Bieber Boyd Andre Harris Donovan Knight Nasir Jones                             | D.K. The Punisher           | 3:22                        |
| 17.                         | "Trust"                     | Bieber Boyd Jackson                                                             | Cali The Producer           | 3:23                        |
| 18.                         | "All in It"                 | Bieber Boyd Jackson Levy Gudwin                                                 | The Mogul Gudwin MdL        | 3:51                        |
| Tổng thời lượng:            | Tổng thời lượng:            | Tổng thời lượng:                                                                | Tổng thời lượng:            | 66:06                       |

| Purpose – Phiên bản tại Nhật Bản | Purpose – Phiên bản tại Nhật Bản  | Purpose – Phiên bản tại Nhật Bản                          | Purpose – Phiên bản tại Nhật Bản | Purpose – Phiên bản tại Nhật Bản |
| STT                              | Nhan đề                           | Sáng tác                                                  | Sản xuất                         | Thời lượng                       |
| -------------------------------- | --------------------------------- | --------------------------------------------------------- | -------------------------------- | -------------------------------- |
| 19.                              | "Hit the Ground"                  | Bieber Boyd Tucker Moore Andrew Watt Louis Bell Brian Lee | Skrillex                         | 3:48                             |
| 20.                              | "The Most"                        | Bieber Boyd Rubin Robin Weisse Ware Wallace Joseph        |                                  | 3:20                             |
| 21.                              | "Home to Mama" (với Cody Simpson) | Bieber Watt Gudwin Cody Simpson Sam Hook Tom Strahle      |                                  | 3:23                             |
| 22.                              | "What Do You Mean?" (video nhạc)  | Bieber Boyd Mason Levy                                    | MdL Bieber                       |                                  |
| 23.                              | "What Do You Mean?" (video lời)   | Bieber Boyd Mason Levy                                    | MdL Bieber                       |                                  |

| Purpose – phiên bản Walmart | Purpose – phiên bản Walmart | Purpose – phiên bản Walmart                               | Purpose – phiên bản Walmart | Purpose – phiên bản Walmart |
| STT                         | Nhan đề                     | Sáng tác                                                  | Sản xuất                    | Thời lượng                  |
| --------------------------- | --------------------------- | --------------------------------------------------------- | --------------------------- | --------------------------- |
| 19.                         | "Hit the Ground"            | Bieber Boyd Tucker Moore Andrew Watt Louis Bell Brian Lee | Skrillex                    | 3:48                        |
| 20.                         | "The Most"                  | Bieber Boyd Rubin Robin Weisse Ware Wallace Joseph        |                             | 3:20                        |

## Chứng nhận
| Quốc gia                                                                           | Chứng nhận | Số đơn vị/doanh số chứng nhận |
| ---------------------------------------------------------------------------------- | ---------- | ----------------------------- |
| Brasil (Pro-Música Brasil)                                                         | Bạch kim   | 40.000*                       |
| * Chứng nhận dựa theo doanh số tiêu thụ. ^ Chứng nhận dựa theo doanh số nhập hàng. |            |                               |

## Lịch sử phát hành
| Khu vực  | Ngày                 | Định dạng                | Nhãn           | Phiên bản          | Ref.   |
| -------- | -------------------- | ------------------------ | -------------- | ------------------ | ------ |
| Toàn cầu | 13 tháng 11 năm 2015 | Vinyl CD Tải kỹ thuật số | Def Jam Island | Tiêu chuẩn Cao cấp | [ 14 ] |